# Boucif Ouled Askeur
Boucif Ouled Askeur là một đô thị thuộc tỉnh Jijel, Algérie. Dân số thời điểm năm 2002 là 12.78 người.